# Gustav Flügel (orientalist)
Gustav Leberecht Flügel, född den 18 februari 1802 i Bautzen, död den 5 juli 1870 i Dresden, var en tysk orientalist. 
Flügel var 1832–1850 lärare i Meissen och flyttade 1851 till Wien, där han utarbetade en katalog över Die arabischen, persischen und türkischen Handschriften der k. k. Hofbibliothek (1865–1867). 
Hans viktigaste arbete är den på bekostnad av Oriental translation fund utgivna upplagan av Haji Khalfa, lexicon bibliographicum et encyclopaedicum (med latinsk översättning och utförligt register, 1835–1858). 
Därjämte utgav han en ypperlig stereotypupplaga av Koranen efter egen textgranskning (1834; ny upplaga 1870), en Concordantiæ corani arabicæ (1842; ny upplaga 1898) jämte åtskilliga andra arbeten. 
En edition av Ali bin Muhammed el-Djurdjanis Definitiones (ordbok över sufisk terminologi, 1846) och 1871–1872 utgav Emil Rödiger och August Müller en av Flügel utarbetad upplaga av det stora encyklopediska verket Kitab al-Fihrist.